# Rue Saint-Pierre-de-Vaise
La rue Saint-Pierre-de-Vaise est une rue située dans le 9e arrondissement de Lyon.

## Origine du nom
L'église Saint-Pierre-aux-Liens de Vaise, construite au XIe siècle et restaurée sous Louis XIII a donné son nom à cette rue.

## Histoire
Cette voie s'appelait auparavant la rue Saint-Pierre. Elle est attestée en 1827 (présente dans l'Indicateur de Lyon).
Elle change de nom en 1854, pour devenir la rue Saint-Pierre-de-Vaise.
Par délibération municipale du 4 octobre 1976, une partie de l'avenue Joannès-Masset a été intégrée à la rue Saint-Pierre-de-Vaise.